# エフケ

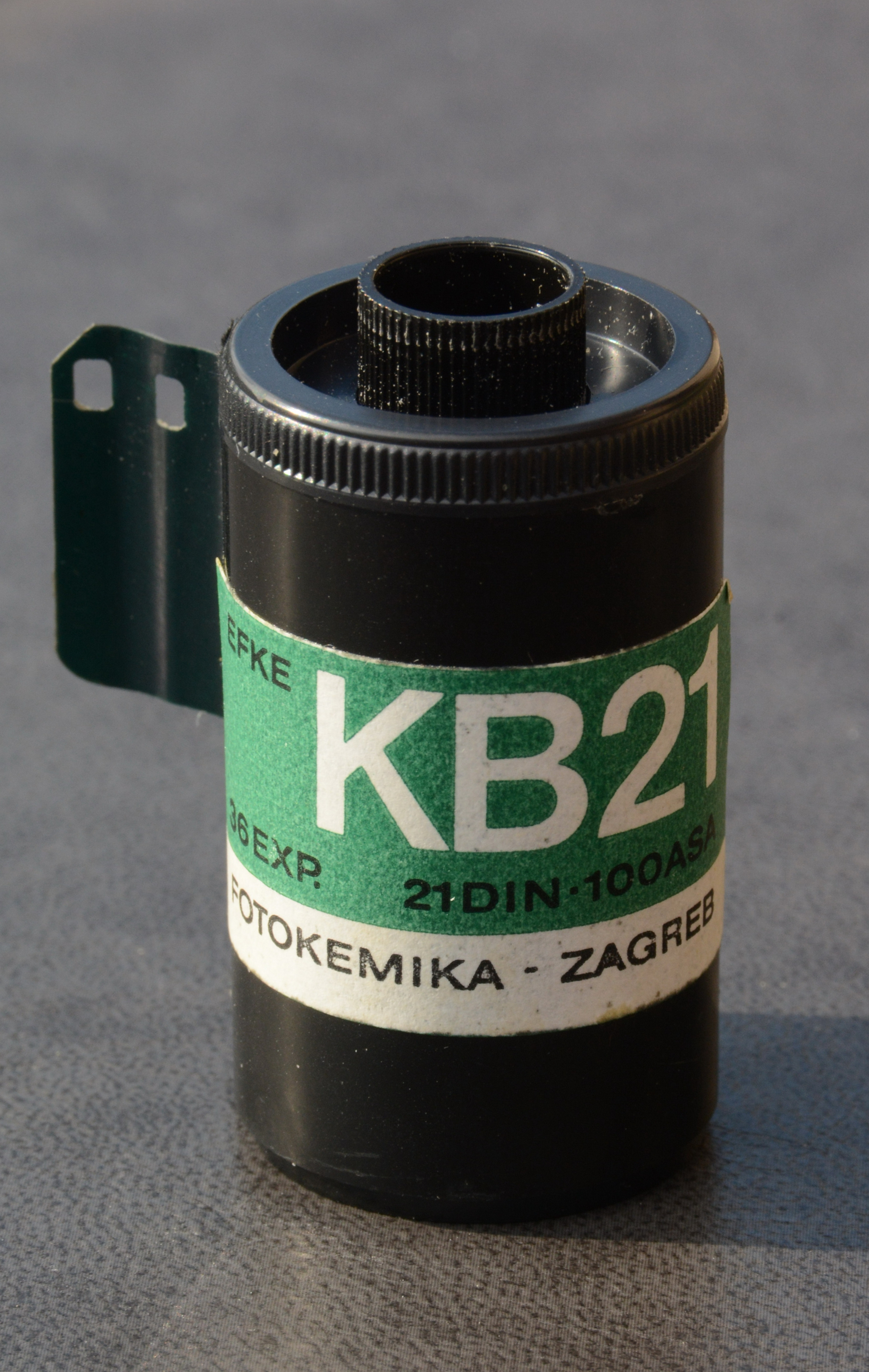
EFKE
KB21 モノクロフィルム

エフケ（クロアチア語: Efke）は、白黒フィルムを主力製品とするクロアチアの企業、フォトケミカ・ノヴァ有限責任会社（クロアチア語: Fotokemika-Nova d.o.o.）の写真フィルム、印画紙、現像薬品のブランドである。
- エフケの製造販売元 ⇒ #フォトケミカ

## 略歴・概要
エフケのフィルムは、金属銀の含有量が高く、ラティチュード（露光寛容度）が幅広いことで知られる。フォトケミカは、1970年（昭和45年）にドイツのアドックス（アドックス・デュポン）から、フィルム製法についての権利を取得しているが、この製法は、アドックスが1940年代に開発したものである。エフケのフィルムは、他社の白黒フィルムに比して、初心者に扱いやすいとされる。
エフケにおいて特筆すべきは、コダックが1995年（平成7年）7月に製造を終了した127フィルム、いわゆる「ベスト判フィルム」を引き続き製造販売していた点である。ほかには、ドイツのマコが、ローライブランドの127フィルムを、カナダのブルーファイア・ラボラトリーズが「ブルーファイア・ムラノ160」というカラーの127フィルムをそれぞれ製造販売していた。エフケの製品はほとんど日本では出回らなかったが、127フィルムに関しては、クラシックカメラを扱う店で長らく扱われていた。
エフケの日本での正規輸入代理店は、かわうそ商店（北海道斜里郡斜里町）である。同商店により、127フィルム以外の多くのフィルムが日本国内で入手可能になった。
2012年、製造設備が修理不能となり、エフケのフィルムと印画紙はすべて出荷を終了している。

## おもな製品

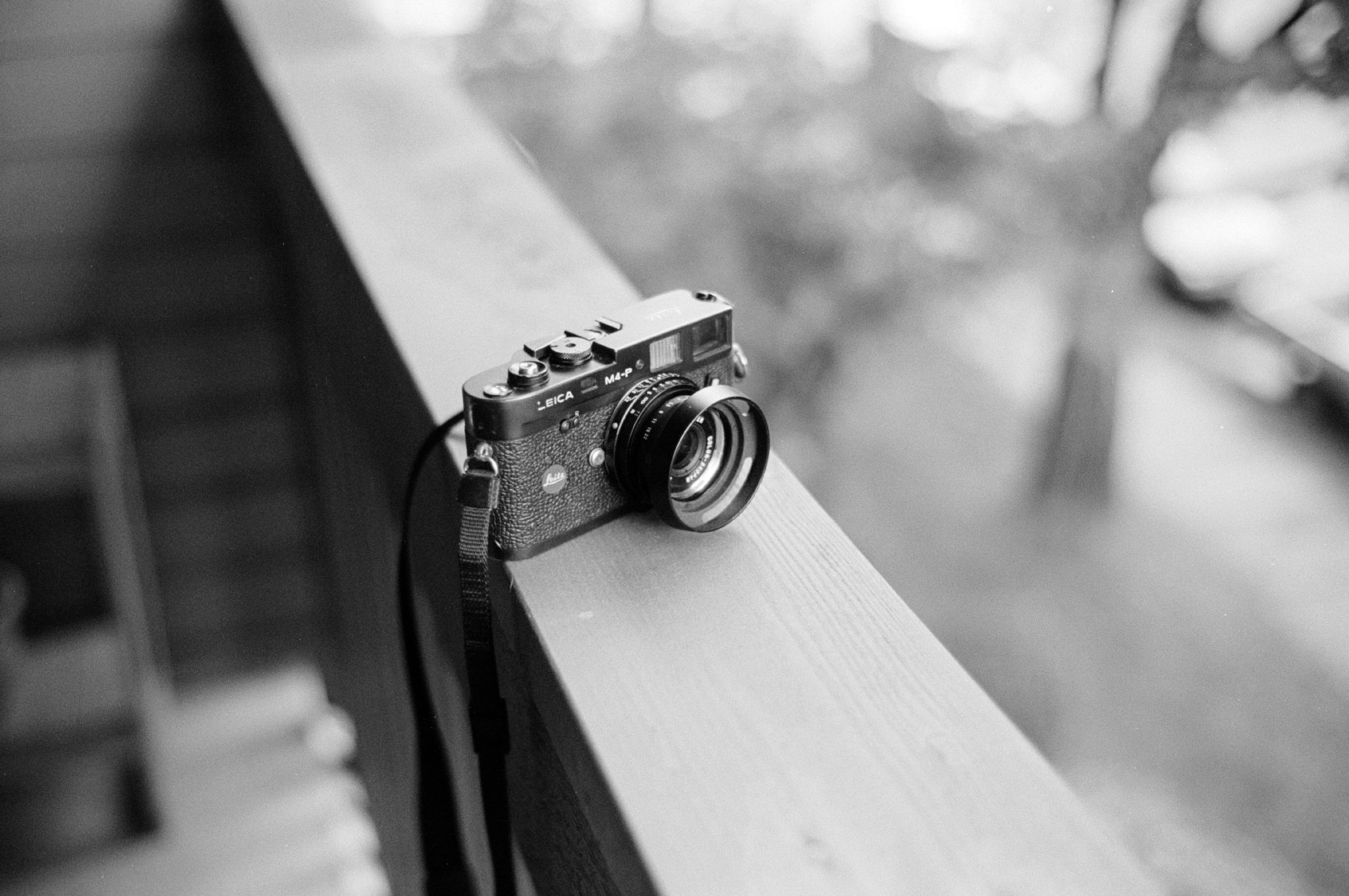
エフケKB50で撮影したもの。

### 白黒フィルム
ネガフィルム
- エフケKB25/35mm - 135フィルム、ISO25、100フィート巻/36枚撮/24枚撮
- エフケR25/120 - 120フィルム、ISO25
- エフケPL25M - シートフィルム、ISO25、4×5in判/5×7in判/8×10in判

- エフケKB50/35mm - 135フィルム、ISO50、100フィート巻/36枚撮/24枚撮
- エフケR50/120 - 120フィルム、ISO50
- エフケPL50M - シートフィルム、ISO50、4×5in判/5×7in判/8×10in判

- エフケKB100/35mm - 135フィルム、ISO100、100フィート巻/36枚撮/24枚撮
- エフケR100/120 - 120フィルム、ISO100
- エフケR100/127 - 127フィルム、ISO100
- エフケPL100M - シートフィルム、ISO100、4×5in判/5×7in判/8×10in判

- エフケKB400/35mm - 135フィルム、ISO400、100フィート巻/36枚撮/24枚撮
- エフケIR820/35mm - 赤外線フィルム、135フィルム、ISO100
- エフケIR820/120 - 赤外線フィルム、120フィルム、ISO100
- エフケIR820/127 - 赤外線フィルム、127フィルム、ISO100
- エフケIR820 - 赤外線フィルム、シートフィルム、ISO100、4×5in判/5×7in判/8×10in判

### 印画紙
- Emaks
- Varycon

## フォトケミカ
フォトケミカ・ノヴァ有限責任会社（クロアチア語: Fotokemika-Nova d.o.o.）は、白黒フィルムを主力製品とするクロアチアの企業（有限責任会社）である。
第二次世界大戦後の1947年（昭和22年）、ユーゴスラビア社会主義連邦共和国を構成するクロアチア社会主義共和国（現在のクロアチア共和国）の首都ザグレブ市内、マクシミールに正式な拠点を構え、白黒写真用の印画紙、現像薬品、写真機の製造を開始した。
1952年（昭和27年）、ザグレブ近郊の都市サモボルにフィルム工場を開設、白黒フィルムの製造を開始する。1954年（昭和29年）には、X線フィルム、映画用の白黒リバーサルフィルム、マイクロフィルム等を生産開始している。
1970年（昭和45年）、すでに米国の企業・デュポンに売却されていたドイツのアドックス（アドックス・デュポン）から、商標以外のフィルムについての権利を取得した。
1991年（平成3年）6月25日のクロアチアの独立以降も、フォトケミカは広範囲の写真製品を製造しつづけ、1999年（平成11年）の時点では、サモボル工場のみで製造をつづけていた。
2003年（平成15年）、フォトケミカ製品の製造販売を継続するため、現在の「フォトケミカ・ノヴァ有限責任会社」を新たに設立し、すべての事業を継承した。